# Chrysanthia
Chrysanthia és un gènere de coleòpters de la família Oedemeridae àmpliament distribuït per la regió paleàrtica. Es coneixen 18 espècies i diverses subespècies, amb una distribució disjunta; així, un grup d'11 espècies està distribuït de manera contínua des d'Europa, passant per la taigà siberiana, fins al centre de la Xina i Japó; un grup de set espècies colonitza els boscos de coníferes del vessant sud de l'Himàlaia, Karakorum i Hindu Kush; entre tots dos, s'estenen les regions estepàries de l'Àsia central, on no hi viuen.

## Característiques
Les espècies del gènere Chrysanthia mesuren entre 5 i 11 mm, i són de color verd brillant metal·litzat, amb reflexos daurats o de coure. Les mandíbules són bífides a l'àpex, els ulls són petits i sencers, les antenes tenen 11 artells, i són llargues i filiformes. El pronot és cordiforme. Els èlitres són subparal·lels i estan proveïts de quatre costelles longitudinals i, algunes espècies posseeixen pèls negres erectes. Les potes són primes, però els mascles de certes espècies posseeixen els fèmurs anteriors i mitjans una mica dilatats, les ungles tarsals no estan dentades.

## Biologia i ecologia
Les espècies del gènere Chrysanthia viuen exclusivament en boscos de coníferes, per la qual cosa suposa que les seves larvas, desconegudes de moment, es desenvolupen en fusta morta d'aquest tipus d'arbre. Aquests requeriments ecològics condicionen la seva distribució geogràfica, que, com s'ha dit, és disjunta; no hi ha espècies de Chrysanthia en les grans extensions d'estepes i deserts de l'Àsia central, on no hi ha bosc de coníferes.
Els adults tenen activitat diürna i són florícoles; volen a les hores centrals del dia i es posen sobre les flors en les que romanen molt de temps alimentant-se de pol·len i nèctar.

## Taxonomia
Espècies restringides al vessant sud de l'Himàlaia, Karakorum i Hindu Kush.
- Chrysanthia bhutanica - Bhutan
- Chrysanthia caniculata - Tadjikistan
- Chrysanthia fuscimembris - Índia i Pakistan.
- Chrysanthia himalaistes - Índia
- Chrysanthia rugicollis - Índia
- Chrysanthia Valens - Índia
- Chrysanthia wittmeri - Índia i Pakistan.

Espècies distribuïdes des d'Europa fins al Japó.
- Chrysanthia chalcochroa - Anatòlia, Caucas i muntanyes de l'oest de l'Iran.
- Chrysanthia cyprica - Endèmica de l'illa de Xipre.
- Chrysanthia distinctithorax - Anatòlia
- Chrysanthia flavipes - Anatòlia
- Chrysanthia geniculata - Des Europa fins a la Xina central i Japó.
- Chrysanthia hamata - Endèmica de la península Ibèrica.
- Chrysanthia maroccana - Endèmica de l'Atles marroquí.
- Chrysanthia reitteri - Endèmica de la península Ibèrica.
- Chrysanthia superba - Nord d'Àfrica i Península Ibèrica.
- Chrysanthia varipes - Península Balcànica, Anatòlia i Caucas.
- Chrysanthia viridissima - Europa fins a Sibèria occidental.

## Chrysanthiaals Països Catalans
Als Països Catalans hi viuen tres espècies, cap de les quals es troba a les illes Balears:
- Chrysanthia viridissima - àmpliament distribuïda a Catalunya i Andorra, és rara i localitzada al País Valencià.
- Chrysanthia geniculata - molt rara; només viu al Pirineu.
- Chrysanthia reitteri - força comuna a les pinedes mediterrànies del País Valencià.